# LuxAnimation
LuxAnimation és un estudi d'animació luxemburguès amb seu al poble de Doncols. La companyia va ser fundada el 2002 per Lilian Eche i Ariane Payen. L'empresa treballa amb moltes companyies diferents per produir programes i pel·lícules animades. Des de 2006, LuxAnimation ha estat propietat de MoonScoop Group. El juny de 2010 LuxAnimation va obrir un departament anomenat Luxatelier, dedicat a projectes audiovisuals per a cinema i televisió.

## Produccions televisives destacades
- Robotboy (només la primera i segona temporades)
- Iron Man: Armored Adventures
- Cosmic Cowboys
- Futbol galàctic
- Delta State
- Skyland
- Mikido
- The Large Family
- Luke and Lucy
- Le Petit Nicolas[3]

## Pel·lícules destacades
- 9
- Dragon Hunters
- Luke and Lucy: The Texas Rangers
- Titeuf
- The Prodigies

## Col·laboracions destacades
- Cartoon Network
- France 2
- France 3
- Nelvana
- RAI
- TF1
- Telegael